# قلب سرکش (آلبوم مدونا)
قلب سرکش (به انگلیسی: Rebel Heart) سیزدهمین آلبوم استدیویی خواننده و ترانه‌نویس آمریکایی مدونا است که در ۶ مارس ۲۰۱۵ توسط اینتراسکوپ رکوردز منتشر شد. مدونا در تهیه این آلبوم با هنرمندانی چون دیپلو، آویچی، کانیه وست همکاری داشته‌است.